# Acanthascus alani
Acanthascus alani är en svampdjursart som beskrevs av Isao Ijima 1898. Acanthascus alani ingår i släktet Acanthascus och familjen Rossellidae. Inga underarter finns listade i Catalogue of Life.